# Montgràs (Montellà i Martinet)
El Montgràs és una muntanya de 1.216 metres que es troba al municipi de Montellà i Martinet, a la comarca de la Baixa Cerdanya.